# Лобанова (Гаринський міський округ)
Лоба́нова (рос. Лобанова) — присілок у складі Гаринського міського округу Свердловської області.
Населення — 35 осіб (2010, 31 у 2002).
Національний склад населення станом на 2002 рік: росіяни — 100 %.